# Аубин, Герман
Герман Аубин (нем. Hermann Aubin; 23 декабря 1885, Либерец — 11 марта 1969, Фрайбург-им-Брайсгау) — немецкий историк, медиевист, занимался тематикой «немецкого движения на Восток». Профессор истории Гамбургского университета (1946-54). С 1919 г. преподавал в ведущих университетах Германии (Бонн, Гиссен, Бреслау, Геттинген, Гамбург и Фрейбург); называется «одним из виднейших представителей немецкой исторической науки XX в.», «одним из самых оригинальных и неоднозначных историков-медиевистов».
Происходил из богатой семьи промышленника. Начал изучать историю и экономику в Мюнхенском университете в 1905/06, затем перебрался во Фрайбург, а с 1908 учился в Бонне. Во Фрайбурге получил докторскую степень под руководством Георга фон Белова, с диссертацией по медиевистике. Обладая достатком, много путешествовал по Нидерландам, Бельгии и Италии. Участвовал в Первой мировой войне с её начала в 1914 году. В 1916 году хабилитировался. В 1919 году стал немецким гражданином.
В начале 1920-х годов сосредоточил свой научный интерес на исследованиях Рейнланда. Сторонник сравнительного метода и междисциплинарного подхода, основатель направления «остфоршунг» в исторической науке. В СИЭ назывался «фашистским историком». В ВИЖе в 1960 году характеризовался как «западногерманский реакционный историк».
Доцент Николай Баранов полагает, что «не будучи активным сторонником гитлеровского режима», Аубин «способствовал обоснованию его агрессивных и расистских идеологических постулатов». К. Корнелисен передает из изысканий Аубина к 1938 году: если период с 1914 по 1918 г. «сплотил в единый фронт борьбы и голода» немцев в империи и за её пределами, то теперь, «с сердцем, преисполненным благодарности» они достигли единства, которого жаждали с 1919 г., и оно стало реальностью государства, возглавляемого Гитлером.
Преемником Аубина в Гамбурге стал Отто Бруннер.